# Johnny Test
Johnny Test es una serie de animación estadounidense-canadiense. Se estrenó en el bloque Kids' WB dentro del canal The WB el 17 de septiembre del 2005. Después de que The WB se fusionara con la UPN y de que la mayoría de la programación de esa cadena se incluyera dentro del canal, el show siguió emitiendose dentro de The WB, estrenándose su segunda y tercera temporada dentro del bloque Kids' WB entre el 28 de octubre del 2006 hasta el 1 de marzo del 2008. La serie es transmitida por Cartoon Network en unos 75 países y en 19 idiomas. El programa fue producido por Warner Bros. Animation, Cookie Jar Entertainment, Teletoon Productions, Collideascope Digital Productions, Studio B Productions y Top Draw Animation.

## Argumento
La serie gira en torno a las aventuras del personaje principal, Johnny Test, un niño de 11 años que vive junto con sus padres y hermanas gemelas de 13 años, Susan y Mary, quienes son científicas.
Viven en la ciudad ficticia de Porkbelly, que está ubicada supuestamente en Ontario, Columbia Británica o California, dependiendo de la bandera que se iza en el colegio de Johnny. A menudo él es usado como un sujeto de pruebas para los inventos y experimentos de sus hermanas gemelas, que van desde aparatos hasta superpoderes. Sus experimentos, a menudo, causan problemas que Johnny debe resolver y, a veces, tiene que pelear contra villanos para lograrlo.
Johnny es un niño malcriado, molesto y muy irrespetuoso, que es generalmente la causa de los problemas de la ciudad. Es el mejor amigo de su antropomórfico (y parlante) perro, Duke, que es un perro callejero a quien Susan y Mary dieron una inteligencia de nivel humana y la capacidad de hablar en un experimento cuando era un cachorro.
Johnny puede considerarse muy mimado y obstinado, consigue lo que quiere a través del engaño, el chantaje o la manipulación, a pesar de que ama a sus hermanas en una forma que sólo un hermano puede. Johnny odia la escuela y no se esfuerza para nada. En todo caso, hace todo lo posible para evitar hacer la tarea, a menudo utilizando invenciones de sus hermanas para hacerlo o poniéndose a sí mismo y/o a otros en problemas como resultado.
En cuanto a Susan y Mary, aunque por lo general se niegan a ayudar a Johnny en sus travesuras, terminan haciéndolo de todos modos debido al chantaje o la manipulación de Johnny, o a cambio de que Johnny les permita usarlo como su rata de laboratorio. Su comportamiento terco las hace crédulas, y han sido engañadas por Johnny en varias ocasiones. 
Duke, a quien le gusta ir más lejos con Johnny, a veces se viste como un ser humano al salir en público, por lo general con una camisa con la frase 'no es un perro', y se dirige a otros como el "amigo peludo" de Johnny o "el niño con el trastorno del pelo raro" aprovechando la falta de sentido común de los personajes secundarios, lo que hace que se crean que Duke es un ser humano. Aunque Duke ama divertirse junto a Johnny, es mucho más cuidadoso y precavido hacia los problemas y siempre suele advertir a Johnny sobre los peligros de sus acciones, pero Johnny casi nunca le hace caso y la mayoría de las veces termina siendo su cómplice en sus travesuras. 
En episodios posteriores, cuando Duke no se viste como un ser humano y alguien oye a Dile decirle algo a Johnny, le preguntan "¿Ese perro acaba de hablar?", A lo que Johnny responde rápidamente: "No, estás alucinando".
El principal archienemigo de Johnny, es Eugenio "Rorro Pirroro", un chico millonario y genio aunque muy torpe e incompetente. Él está enamorado de Susan, quien no corresponde sus sentimientos y por lo general no muestra ningún interés en él, a menudo dejando que él la obligue a ser su novia. Desde la Temporada 3, Johnny también se ha ganado un segundo gran rival, Vegan oscuro, un señor de la guerra espacial del planeta Vegandon, del que es líder. Por otro lado, está la chica que tiene sentimientos por Johnny, Sissy Blakely (que sirve como rival femenina de Johnny también, y tiene un labradoodle rosa llamado Missy, quien también es su rival y compañero de Duke), compañero de parachoques matón, el general, desde el área de la base del ejército 51.1, y el Sr. Black y el Sr. White, dos agentes federales de la Agencia de Gobierno Super Secret (SSGA), a veces ayuda a distraer y/o arruinar a las pruebas en la mayoría de las diversas ocasiones.
Su eslogan es "¡vaya, no me lo esperaba", durante un evento inesperado. Ha habido pequeñas reformas a esa frase y, en algunos casos, otros la han dicho como Duke. Mientras tanto, las gemelas tienen la costumbre de hablar al unísono, sobre todo cuando se recita su lema: "Somos genios." Otros catchphases recurrentes como "¡Vamos!", "Diga qué...?", "Al laboratorio!" y más recientemente "Eso fue conveniente", cuando un error de Johnny resulta a su favor.
La historia de fondo dado el carácter de prueba Johnny era que era su cumpleaños número 11, y el regalo de cumpleaños definitiva, por un tiempo, Johnny quería un perro como su presente, por lo que eligió a un perro de raza mixta, que una vez fue la "apestosa, mutt "mangiest y más amable que pudo encontrar en la perrera, y lo nombró Duke. Pero Susan y Mary, ya que odiaba los perros malolientes estúpidos, decidieron alterar genéticamente para que tenga capacidades similares a las humanas, para que deje de ser y actuar como uno. Mientras tanto, el enemigo de Johnny, Rorro Pirroro había una vez asistió a la misma escuela exclusiva (El Porkbelly Mega Instituto de Tecnología) que sus hermanas lo hacen, pero él consiguió expulsado después de un "incidente desafortunado" que dio lugar a su maestro, el profesor Slopsink, recibiendo una garra metálica para una mano, de ahí Bling-Bling Boy es actualmente un niño genio del mal que no se detendrá ante nada para conseguir Susan (y ganar su amor), y, en ocasiones, para dominar el mundo.

## Origen y desarrollo
El 16 de febrero de 2005, inauguración de Kids 'WB de su programación de otoño para la temporada televisiva 2005-2006 fue anunciado por The WB Television Network, con su serie de regresar de Yu-Gi-Oh!, Pokémon, The Batman y Xiaolin Showdown, con la inclusión de cuatro nuevas series introducido y que sumado a su caída semanal l Entre los tres primeros espectáculos, Loonatics Unleashed, Las aventuras de Coco Fred y Transformers: Cybertron, no era otro que Johnny Test. El horario antes mencionado fue anunciado por el Banco Mundial / Kids 'WB Entertainment presidente David Janollari, Kids' WB Vicepresidente Senior y Gerente General de Betsy McGowen, en declaraciones a los anunciantes y los medios de la prensa durante la presentación de los Kids 'WB inicial de ventas en Nueva York. Johnny Test fue creado y producido ejecutivamente por Scott Fellows, el creador de las dos series de acción en vivo de Nickelodeon, Manual de Supervivencia Escolar de Ned y Big Time Rush, y el escritor principal de Los padrinos mágicos. El espectáculo se estrenó el 17 de septiembre de 2005, en línea de Kids 'WB de la mañana del sábado de su programación de otoño la semana, junto con Loonatics Unleashed y la Isla de Coco Fred. La pareja de episodios, Johnny al centro de la Tierra y Johnny X, marcó el estreno de la serie.
Cuando el primer programa avanzado en su estado original de la primera ejecución en Kids 'WB (Temporada 1 solamente), que capturó los altos cargos de segunda semana consecutiva en total y fue muy bien recibido en los grados de Nielsen. Se clasificó como el programa # 1 en Niños de 2-11 (obteniendo 2.2/10), y se ubicaron como la serie abierta # 2 en los niños 2-11 (2.3/11 ganando en el proceso) y las niñas de 6-11 (2,4 / 11), y, finalmente, ocupa el puesto número 3 en niños de 6-11 años (recepción 3.0/14). Su segunda temporada recibió un número un poco más de espectadores en promedio en los Estados Unidos: 2,6 millones de espectadores por episodio 2 ª temporada. Número medio de su 3 ª temporada de televidentes en los Estados Unidos fue de 3,1 millones de espectadores. Su 4 ª temporada tiene un número promedio de espectadores de alrededor de 4,3 millones de espectadores por episodio en Estados Unidos. Su estreno quinta atrajo más de 4,7 millones de espectadores en los Estados Unidos. La serie fue desarrollada para la televisión por Aaron Simpson, con una breve, poco más de tiempo pre-existente piloto de corto producido por Simpson, así, antes de la feria fue recogido como una serie completa por Kids 'WB. Basado en el Episodio 1A "Johnny al centro de la Tierra", el episodio piloto fue animado en Adobe Flash o menos, pero conservando la misma parcela, y se utiliza los mismos esquemas, de color similares a las del episodio anterior, y fue grabado con una voz americana fundido (retención de James Arnold Taylor, como la voz de Johnny Test) en su lugar. El diseño de producción original (incluyendo el diseño de personajes, diseños de hélices y los diseños de fondo) fue creado, siempre y contribuyó por Matt Danner y Marc Perry, y, posteriormente, trabajado por el productor Chris Savino y el director de arte Pablo Stec. Los becarios, el creador de la serie que se había interesado la red a la premisa de la serie, sobre la base del personaje principal de sí mismo cuando era un muchacho joven, con dos hermanas gemelas de Johnny, Susan y Mary, que se basa en sus dos hermanas, también llamado Susan y Mary. En el piloto original y el material promocional a principios de la demostración, Duke se conoce como "Poochie".
James Arnold Taylor dijo que no era la opción original de becarios para el papel de Johnny Test, que había expresado el personaje principal en la prueba piloto inicial. Después del show se la coge por la cadena WB como una serie, que inicialmente iba a sustituirse por un actor de voz diferente, con un elenco de voces de Canadá en su lugar. Pero, por supuesto, el estudio tuvo problemas para encontrar la voz inicial de Johnny convincente para los primeros seis episodios, por lo que le dio a Taylor de nuevo el papel de redub el cuadro de diálogo para el resto de la primera temporada, y logró retenerlo en el modelo para el resto de la serie. Aaron Simpson, que había desarrollado la serie y se produjo el piloto, fue el creador y productor ejecutivo de primera elección para servir como el productor del espectáculo, antes de que él lo rechazó.

## Producción
El resto de la primera temporada se produjo en el local por Warner Bros. Animation, pero ya que este programa fue una coproducción de Estados Unidos/Canadá utilizado, parte de la animación de trabajo de servicio de producción fue subcontratada a estudios de animación canadiense Studio B Productions y Top Draw Animation, y así como de Corea del Sur de animación productora de Digital eMation, que también proporcionó la apertura animación del título principal original, storyboard de algunos de los episodios fue hecho por Atomic Cartoons; Casi la mayor parte de los escritores originales, storyboarders, y la tripulación técnica del primera temporada de la producción en serie "se recicló en su mayoría, y en particular la de Cartoon Network Studios y familiares de Nickelodeon Animation Studios, así como algunos de WB Animation, Walt Disney Television Animation y DiC Entertainment, e incluso la industria del cómic, incluyendo Chris Savino, Marc Perry, Paul Stec, Matt Danner, Joe Horn, Mike Kazaleh, Brian Larsen, Jun Falkenstein, Scott Shaw!, Nora Johnson, Milton Knight, Ray Leong Chris Battle, Casey Mitchum, Pat Ventura, John Derevlany, JC Cheng, Aliki Theofilopoulos, George Cox III, Frederick J. Gardner III, Allan Penny, Justin Schultz, Christopher D. Lozinski, Dane Taylor y Rita Cooper. La versión original de la canción del tema de la serie y todo su guiones fueron escritas, compuesta y dirigida por Kevin Manthei, con el creador Scott Fellows haber escrito y siempre que la letra de la canción del tema Grabación de voz fue proporcionada por Producciones caja de la voz, Inc., con dirección de voz de Terry Klassen,. sin embargo, la fusión de UPN y The WB en The CW Television Network ha dado lugar a muchos recortes en el presupuesto para el programa, y como resultado de hiato. Cookie Jar Entertainment, otra compañía de entretenimiento con sede en Canadá, decidió tomar el control de la producción de la serie. Debido a este cambio, los escritores, storyboarders, y la tripulación técnica que trabajaron en la primera temporada fueron despedidos, lo que resulta en una completamente nueva tripulación gestión del programa. Además, el presupuesto del programa se redujo drásticamente, lo que lleva temporadas dos y tres de la serie está animado en Adobe Flash por Collideascope Digital Productions.
El tema de apertura del programa fue cambiado más adelante para la segunda temporada, después de la tercera temporada y una vez más durante todo el último resto de la serie, con la apertura que se hace de material reciclado episodio. Ahora es considerado como parte del catálogo de la serie original de Teletoon. El 1 de marzo de 2008, la pareja episodio, Johnny X: Un nuevo comienzo y Johnny X: El final de la conclusión, se emitió. Fue pensado originalmente como el final de la serie, sin embargo, James Arnold Taylor había anunciado que se ha renovado para una cuarta temporada. La cuarta temporada fue animada a Atomic Cartoons con la ayuda de la animación Seventoon Inc. y Filipinas animadores Group Inc., ambas situadas en las Filipinas. Por último, se estrenó en alta definición en Teletoon el 10 de septiembre de 2009 y en Cartoon Network en los EE.UU. el 9 de noviembre de 2009. Más tarde, el 24 de agosto de 2010, se anunció que Johnny Test se renovó para una quinta temporada. Al igual que la cuarta temporada ante sí, que sería un juego completo de 26 episodios con un episodio añade al final 27, la renovación trajo la serie de un total de 92 episodios. La quinta temporada se estrenó en Cartoon Network en Estados Unidos el 13 de junio de 2011, junto con una nueva secuencia de tema con la misma canción utilizada de la temporada 2-4. A partir de la quinta temporada, Trevor Devall se convertiría en la nueva voz de Duke, dejando Louis Chirillo para dejar la serie para siempre. Esto dio lugar a cierta controversia menor sobre los espectadores se quejan de este cambio en los sitios web sociales, como YouTube, debido al nuevo actor de voz que no tiene similitudes con el original en términos de voz. Del mismo modo, Ashleigh bola se retiró como la voz de María, Sissy y Missy al final de la cuarta temporada, debido a su trabajo en My Little Pony: La Magia de la Amistad, y como resultado, fue reemplazada por Brittney Wilson, voz original de María. Bola más tarde regresó para los papeles de la sexta temporada.
El 25 de junio de 2015, el actor que caracterizaba la voz de Johnny Test, James Arnold Taylor declaró que no tenía ningún plan de conocimiento para la séptima temporada.
El 15 de marzo de 2019, el canal oficial de YouTube de Johnny Test lanzó un video que confirma que el programa inspiraría una serie de cortos web de WildBrain Spark, una subsidiaria de WildBrain que produce contenido original para distribución en línea. El video del anuncio se hizo privado en octubre de 2019.
Conocido como Johnny Test: The Lost Web Series, el primer cortometraje se estrenó el 2 de mayo de 2020 antes de hacerse privado dos días después.
En enero de 2020, WildBrain anunció que su estudio de Vancouver estaba contratando un nuevo proyecto Johnny Test separado de los cortos web El 6 de mayo de 2020, WildBrain confirmó que la serie fue elegida por Netflix para dos temporadas más y un set especial interactivo de 66 minutos que se lanzará en 2021, con Fellows regresando como productor ejecutivo y showrunner.

## Medios

### Juguetes
Cookie Jar había asociado con una cadena de restaurantes CKE Restaurants de ofrecer una promoción de prueba Johnny campaña de juguetes en sus de Carl's Jr. y Hardees restaurantes en los Estados Unidos y México, uno de los cuatro diseños pesonalizados por la compra del Combo de Comida pra niños, La campaña se desarrolló del 28 de junio de 2010 hasta el hasta el 24 de agosto del 2010, con el Carl's Jr. también haber presentado posteriormente a Johnny Test en una promoción de fútbol con temas de México, que duró entre el 7 de junio de 2010 y el 25 de julio de 2010, coincidiendo con los activistas del país de la Copa Mundial de Fútbol. Curiosamente, Jollibee había anunciado una campaña de juguete similar en sus comidas para niños también, en forma de una mini-linea de juguetes Amazing Adventure Chasers.

### Lanzamientos de DVD
La serie consta de cinco DVDs publicados por NCircle Entertainment. "Johnny Test: Johnny y Duke" y "Johnny Test vs Rorro Pirrorro" fueron puestos en libertad el 23 de diciembre de 2008... "Johnny X y Super Perro" fue puesto en libertad el 11 de agosto de 2009,. Johnny Extremo fue lanzado el 1 de diciembre 2009. y el "Hora del Juego" fue lanzado el 4 de mayo de 2010..
El 21 de febrero de 2008, Liberation Entertainment lanzó la primera temporada completa en DVD en el Reino Unido, pero a partir de 2012, hay más estaciones se han publicado en formato de la Región 2.
El 4 de enero de 2011, se anunció que Mill Creek Entertainment ha adquirido los derechos de la serie, con licencia de Cookie Jar Entertainment. Posteriormente realizadas la temporada 1 y 2, el 15 de febrero de 2011 en un conjunto de 3 discos. Las temporadas 3 y 4 fueron puestos en libertad el 13 de septiembre de 2011 en un conjunto de 4 discos.

## Emisión
Johnny Test se estrenó por primera vez en Kids 'WB! el 17 de septiembre de 2005, antes de que se emitió en Teletoon el 28 de octubre de 2006. Después de que The WB cerró, se transformó en The CW Television Network durante la segunda temporada. La tercera temporada de Johnny Test se emitió en The CW el 22 de septiembre de 2007 y concluyó el 1 de marzo de 2008. Johnny Test se estrenó el 12 de enero de 2008 en Cartoon Network. La cuarta temporada comenzó a emitirse el 14 de noviembre de 2009. La serie comenzó a transmitirse en Boomerang el 11 de enero de 2010.

## Videojuegos
El 21 de enero de 2010, se apareció otra asociación entre Cookie Jar Entertainment, y la aplicación Jirbo desarrollador móvil que dio lugar a dos pruebas Johnny videojuegos producidos por el promotor y disponible exclusivamente para descarga en iTunes, gratis y $ 0.99, para el iPhone, iPod Touch y iPad. El primer juego, Johnny Test: Zapper Clone, encuentra Johnny Test y Duke comprometido a luchar contra un ejército de clones Johnny accidentalmente creadas de ellos de una máquina de copia, con la ayuda de dos armas especiales zapper láser ya que sus únicas armas para derrotar a los clones y destruirlos personly, y el segundo juego, Johnny Test: Bot Drop, ve a Johnny, Duke, Susan y Mary que van en persecución de rescate, con Johnny y Duke tanto pilotando un avión para utilizar los clones robot de Johnnies (primero visto en 101 Johnnies) para el titular "Bot Drops" para expulsar a safery en un vehículo de rescate en movimiento conducido por Susan y Mary. En la trama de este juego mencionado último, y como en cada nivel del juego antes de que Johnny tiene que apuntar y hora de dejar que los robots por lo que aterrizar con seguridad en el vehículo, entonces Johnny Test ha salvado el día una vez más. Ambos son juegos de desplazamiento lateral que en todos utilizan el iPhone, iPod Touch y únicas capacidades multi-touch del iPad y del desplazamiento y, en su conjunto, los jugadores de ambos partidos pueden competir en la lista de puntuaciones más altas en todo el mundo de cada nivel de juego y el jugador competitivo. Más tarde, en la primavera de 2011, la serie fue finalmente realidad licenciado oficialmente por Cookie Jar para un nuevo tercero, y totalmente consola de mango, videojuego, esta vez, sin embargo, para salir en la Nintendo DS, un anticipo y el remolque del juego ha sido ya incluido en la completa primera y segunda temporadas set DVD (Como se ha mencionado más arriba), y fue lanzado el 29 de marzo de 2011.

### Cómics y Novelas Gráficas
Viper Comics anunció en abril de 2011 que iban a publicar Johnny Test como Novela gráfica junto con otra propiedad de grupo Cookie Jar Entertainment, el Inspector Gadget. El libro fue publicado posteriormente con el título Johnny Test: La Pasado y el Futuro de Johnny.

## Recepción
Joly Herman de Common Sense Media había escrito y publicado una revisión de Johnny Test en Go.com, en el momento del debut original del programa en Kids 'WB. En la revisión, Herman indicó que la serie "es una opción apropiada para la edad de los niños" y fue, para finalmente explicar "Lo único que vale la pena mencionar" sorprendente inventiva y no tan violento como otros dibujos animados de este género. Todos los experimentos que Johnny sufre son desatendidos por los adultos, que permite a todos los tipos de gráficos estrafalarios que se desarrollan". Herman dio el espectáculo de tres estrellas de cinco.